# 2-й отдельный лыжный полк
2-й отдельный лыжный полк — воинская часть вооружённых сил СССР в Великой Отечественной войне.

## История
Полк сформирован в Ленинграде из добровольцев, по преимуществу ленинградских комсомольцев в ноябре 1941 года, переброшен в конце ноября 1941 года через Ладожское озеро в район Войбокало.
С 3 декабря 1941 года наступал в направлении от Войбокало в общем направлении к железной дороге Кириши — Мга и Погостью, действовал в лесах, на просёлочных дорогах, нападал на обозы и небольшие части противника, перерезал пути организованного отхода, подвоза боеприпасов и продовольствия. С середины декабря 1941 года придан 198-й стрелковой дивизии и вместе с ней наступает на Бабино, Ларионов Остров, Новые Кириши. К концу декабря 1941 года вёл боевые действия в районе Малиновки, 28 декабря 1941 года вышел на отметку в 2 километрах южнее деревни Шала, между станцией Погостье и разъездом Жарок.
311-я стрелковая дивизия 27-28 декабря 1941 года сумела прорвать оборону противника на железной дороге Мга — Кириши у Посадникова Острова и продвинуться далее. Однако немецкие войска восстановили оборону по дороге и дивизия оказалась в окружении и действовала в тылу до конца января 1942 года. 2-й лыжный полк в первой декаде января 1942 года скрытно переброшен ей в помощь. Утром 28 января 1942 года вышел из окружения и сосредоточился в лесу южнее Бабино.
8 февраля 1942 года доукомплектован за счёт 4-го и 5-го лыжных батальонов.
16 февраля 1942 года введён в прорыв, который был создан усилиями 311-й и 198-й дивизий, вышедших к реке Мга и вступил в бои за расширение прорыва, действуя как подвижная группа. На 1 марта 1942 года ведёт бой в двух километрах северо-восточнее деревни Кондуя.
Расформирован в апреле 1942 года.

## Подчинение
| Дата            | Фронт (округ)       | Армия      | Корпус | Примечания |
| --------------- | ------------------- | ---------- | ------ | ---------- |
| 01.12.1941 года | Ленинградский фронт | -          | -      | -          |
| 01.01.1942 года | Ленинградский фронт | 54-я армия | -      | -          |
| 01.02.1942 года | Ленинградский фронт | 54-я армия | -      | -          |
| 01.03.1942 года | Ленинградский фронт | 54-я армия | -      | -          |
| 01.04.1942 года | Ленинградский фронт | 54-я армия | -      | -          |

## Командиры
- Щеглов, Афанасий Фёдорович, майор